# Santiago Carrillo
Pour les articles homonymes, voir Carrillo.
Santiago José Carrillo Solares, né le 18 janvier 1915 à Gijón (Asturies) et mort le 18 septembre 2012 à Madrid, est un homme politique et un écrivain espagnol, dirigeant du Parti communiste d'Espagne (PCE) de 1960 à 1982. Après la mort de Francisco Franco le 20 novembre 1975, il joue un rôle important dans le processus de la transition démocratique espagnole, qui aboutit à la ratification de la Constitution de 1978.

## Origines
Santiago Carrillo est élevé au sein d'une famille ouvrière asturienne qui déménage à Madrid lorsque son père, Wenceslao Carrillo (en), syndicaliste et dirigeant local du Parti socialiste ouvrier espagnol (PSOE) et de l'Union générale des travailleurs (UGT), est muté pour prendre des responsabilités nationales.
Il suit des cours au lycée Cervantes, dépendant de l'Institution libre d'enseignement, une organisation laïque, mais la situation de pénurie économique de sa famille l’oblige à abandonner ses études et à travailler comme apprenti dans une imprimerie. Il adhère aux Jeunesses socialistes (JJSS) et au syndicat UGT. Grâce à cette combinaison, Santiago Carrillo commence à exercer le journalisme pour le journal Le Socialiste.

## LaIIeRépublique
Après la proclamation de la Seconde République espagnole, le 14 avril 1931, Santiago Carrillo prend en charge la section parlementaire de ce journal, ce qui lui permet d'entrer en contact avec les personnalités politiques de l'époque.
En 1934, il est nommé secrétaire des Jeunesses socialistes (JJSS) et participe aux événements de la Révolution des Asturies d'octobre 1934, ce qui lui vaut d'être mis en prison en compagnie de son père, de Francisco Largo Caballero et d'autres dirigeants.
Il est libéré à l'arrivée au pouvoir du Front populaire espagnol (16 février 1936) et envoyé en URSS pour négocier l'unification des jeunesses socialistes et communistes.

## La guerre civile
Le déclenchement du conflit en juillet 1936 surprend Carrillo à Paris. Il rejoint l'armée et combat au Pays basque espagnol et dans la Sierra au nord de Madrid.
Il atteint le grade de capitaine au début de l'automne 1936 ; le 6 novembre, il adhère au PCE et devient membre de la Junte de défense de Madrid (Junta de Defensa de Madrid), dirigée par le général Miaja, et chargée, en l'absence du gouvernement de Francisco Largo Caballero parti pour Valence, d'organiser la mobilisation populaire et les milices qui doivent arrêter la première offensive franquiste sur la capitale. Au sein de la Junte, il est responsable de l'ordre public, et c'est à ce titre qu'il a été par la suite impliqué dans l'affaire du massacre de Paracuellos del Jarama.
Après la stabilisation de la ligne de front, Santiago Carrillo dirige, de janvier 1937 à la fin de la guerre, l'organisation de la jeunesse communiste (Juventud Socialista Unificada, JSU) dont 200 000 membres vont intégrer les rangs de l'Armée populaire espagnole. La même année, il accède au Bureau politique du PCE.
Il exige comme condition sine qua non pour être dirigeant de la JSU de ne pas appartenir à la Franc-Maçonnerie.

## Le massacre de Paracuellos del Jarama (novembre 1936)
Il existe une controverse entre historiens autour de sa responsabilité dans les massacres de Paracuellos qui voient l'assassinat de plusieurs centaines de prisonniers politiques, de catholiques et de sympathisants nationalistes par des membres du camp républicain, durant les premières semaines de la bataille de Madrid (novembre-décembre 1936), lors de la guerre d'Espagne (voir Responsabilité de Santiago Carrillo dans les massacres de Paracuellos (es)). Un certain consensus se dégage autour du fait que Carrillo, en sa qualité de ministre de l'ordre public, n'aurait guère pu ignorer, du moins depuis le 7 novembre, que les massacres avaient lieu, et qu'il n'ait rien fait pour les empêcher. Un groupe d'auteurs, dirigé par César Vidal, va plus loin et le tient directement responsable de l'organisation et de l'exécution des meurtres, sans que les preuves soient jugées concluantes par d'autres auteurs comme Ian Gibson ou Ángel Viñas. Carrillo a toujours nié sa participation ou sa responsabilité dans le massacre
Au début de la bataille de Madrid, après le départ du gouvernement pour Valence (début novembre 1936), des convois de prisonniers politiques sont constitués dans les prisons madrilènes et amenés dans les communes de Paracuellos del Jarama et de Torrejón de Ardoz, situées à l'est de Madrid ; les prisonniers sont exécutés et enterrés dans des fosses communes. Après la Seconde Guerre mondiale, le régime franquiste rend ces faits publics et en attribue la responsabilité directe à Santiago Carrillo, à une époque où celui-ci joue un rôle de plus en plus important dans le PCE en exil. Santiago Carrillo récuse l'accusation et a maintenu cette position jusqu'à sa mort. Dans les années 1990 et 2000, la controverse est reprise par les journalistes et écrivains Pío Moa et César Vidal. Ceux-ci défendent la thèse de la responsabilité de Santiago Carrillo (ainsi que celle de Margarita Nelken) dans le massacre en se fondant sur des rapports d'informateurs du Komintern citant le nom de Carrillo comme celui du principal ordonnateur[source insuffisante]. Certaines conclusions de l'ouvrage de César Vidal ont néanmoins été critiquées par l'hispaniste irlandais Ian Gibson. Ces travaux ont été avalisés par l'historien Stanley Payne.

## L’exil

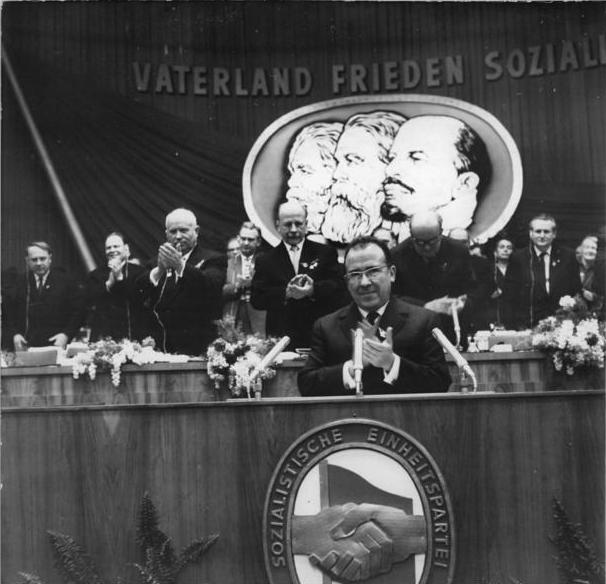
Le secrétaire général du PCE, Santiago Carillo, lors de son discours de bienvenue le 21 janvier 1963, au congrès du parti communiste d'Allemagne de l'Est.

Au moment de la capitulation des républicains, Santiago Carrillo part vers le camp d’Albatera pour tenter de partir vers la France. À l’insu des vigilantes, Carrillo réussit à sauver sa compagne et sa fille, qui va pourtant mourir à cause des maladies contractées lors de son confinement.
En 1944, Dolores Ibárruri (La Pasionaria) étant secrétaire générale du PCE en exil, Carrillo prend en charge la réorganisation du PCE en Espagne. Sa première décision est d’arrêter l'invasion du val d'Aran en Catalogne, qu’il juge inutile ; puis il dirige les maquis jusqu'à leur dissolution en 1952. La politique des guérillas antifranquistes est alors remplacée par celle de l'infiltration dans les syndicats verticaux organisés par le régime.
En 1954, un an après la mort de Staline, lors du Ve congrès du PCE, tenu en Tchécoslovaquie, Santiago Carrillo demande l’ouverture démocratique du parti ; puis il publie un article demandant la « réconciliation nationale » dans le journal Nuestra Bandera (« Notre Drapeau »). Lors du VIe congrès du PCE, il est nommé secrétaire général, remplaçant Dolores Ibárruri, démissionnaire, qui est portée à la présidence du parti.
C’est l'époque où, du fait de l’influence croissante de Carrillo au sein du PCE en exil, la propagande franquiste le présente comme un des responsables du massacre de Paracuellos, sans apporter aucune preuve documentaire. Carrillo a toujours réfuté ces accusations.
À partir de 1968, tirant les conséquences de ses critiques contre l’invasion de la Tchécoslovaquie, il prend de la distance avec la ligne politique de l’URSS et se rapproche des positions soutenues par les leaders communistes d'Europe occidentale, l'Italien Enrico Berlinguer et le Français Georges Marchais. Ce courant est désigné sous le nom d'eurocommunisme.

## La transition démocratique espagnole

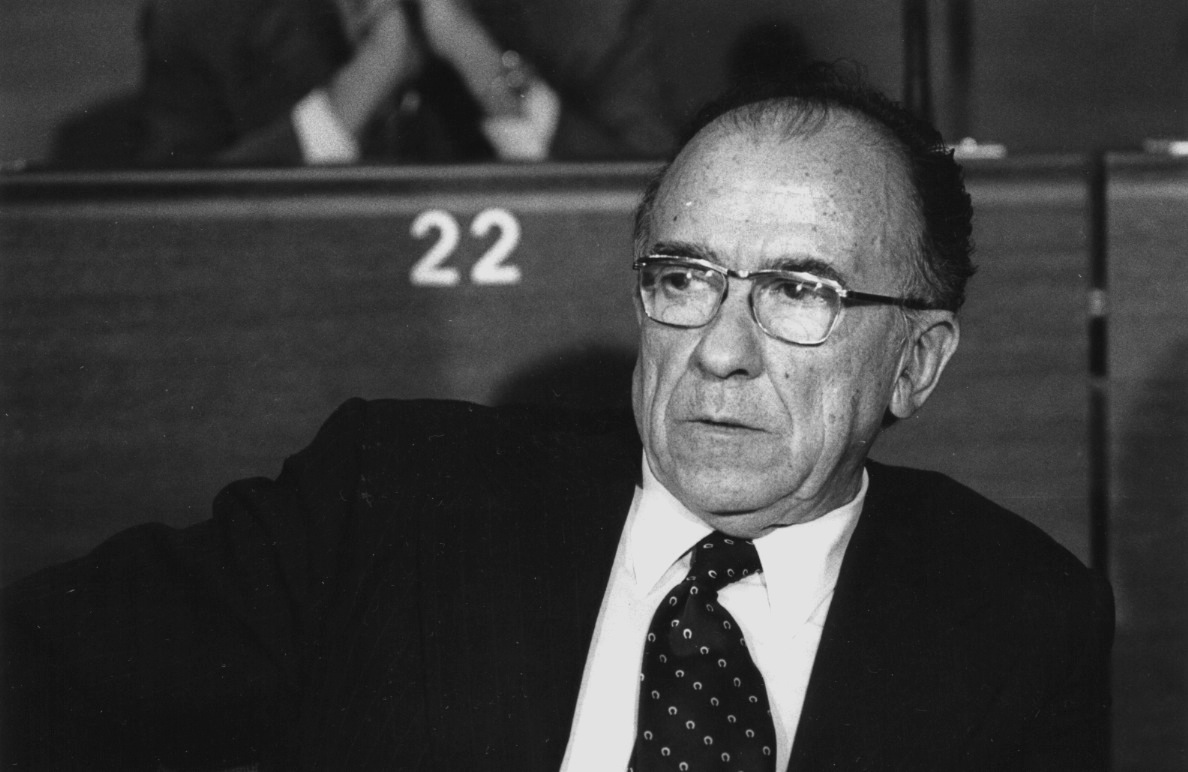
Santiago Carrillo au Parlement européen de Strasbourg en 1979

Le PCE est légalisé le 9 avril 1977 (un vendredi saint) par le gouvernement d'Adolfo Suarez. Le 15 juin suivant, Santiago Carrillo est, en même temps que Dolores Ibárruri, « La Pasionaria », et le poète Rafael Alberti, parmi les premiers députés communistes élus aux Cortes (dans la circonscription de Madrid). Il désigne Jordi Solé Tura comme représentant du PCE à la table des rédacteurs de la nouvelle Constitution espagnole de 1978 (ratifiée par référendum le 6 décembre 1978).
Carrillo a contribué à la réussite du processus de démocratisation en acceptant le régime de la monarchie parlementaire, incarné par le roi Juan Carlos I, qui avait pourtant été désigné par Franco, et en multipliant les actes publics de réconciliation avec des gens qui avaient été ses ennemis pendant la guerre civile et sous le franquisme.
Lors de la tentative de coup d'État du 23 février 1981, Carrillo, tout en haut des « gradins » de l'amphithéâtre du palais des Cortès, est l'un des trois seuls « otages », parmi les députés et ministres présents, à ne pas se coucher par terre lors des premiers coups de feu tirés par les putschistes post-franquistes, avec le président du gouvernement lui-même, Adolfo Suárez, qui vient en aide au troisième « récalcitrant », le général Gutiérrez Mellado, malmené par les hommes de Tejero. 

## Eurocommunisme
A l'instar de Georges Marchais en France et d'Enrico Berlinguer en Italie, Santiago Carrillo fait partie des grands initiateurs du mouvement eurocommuniste, réforme du communisme apparu dans les années 1970 marquant une rupture avec le modèle marxiste-léniniste appliqué au sein de l'Union soviétique. Ce mouvement marque l'émergence d'une sorte de troisième voie entre le modèle soviétique et la tradition sociale-démocrate.
Il est le principal théoricien de ce mouvement en tant qu'auteur, en 1977, de l'ouvrage Eurocomunismo y estado (L'Eurocommunisme et l'État).

## Le PCE de la démocratie
La perte d'influence du PCE, dont le nombre de députés ne cesse de décroître aux élections suivantes, en 1979 et 1982, et la montée de l'influence des rénovateurs décident Carrillo à présenter sa démission (6 novembre 1982) ; la direction du PCE passe à Gerardo Iglesias.
Santiago Carrillo va ensuite se heurter à la nouvelle direction qui décide de l'exclure (15 avril 1985). Il fonde alors le Parti des travailleurs communistes (Partido de los Trabajadores de España - Unidad Comunista, PTE-UC) qui échoue aux élections générales de 1986 (aucun député) puis aux premières européennes et qui finit, en février 1991, par s'intégrer au sein du Parti socialiste (PSOE), à l'exception de Carrillo qui refuse au nom de son passé communiste et abandonne la vie publique.

## Les dernières années
Santiago Carrillo, retiré de la vie politique, donne des conférences et participe à des débats populaires à la radio (las tertulias), témoignant de son expérience comme un des hommes politiques les plus importants du XXe siècle espagnol.
Le 20 octobre 2005, Santiago Carrillo est nommé docteur honoris causa par l'université autonome de Madrid en hommage à sa contribution pour réconcilier les deux parties opposées pendant la guerre civile.
Il meurt à Madrid le 18 septembre 2012 à l'âge de 97 ans.

## Ouvrages

### En français
- Le communisme malgré tout, Entretiens avec Lilly Marcou, PUF, 1984
- Eurocommunisme et État, Flammarion, 1977

### En espagnol
- ¿Adónde va el Partido Socialista? (Prieto contra los socialistas del interior) (1959)
- Después de Franco, ¿qué? (1965)
- Eurocomunismo y Estado (1977)
- El año de la Constitución (1978)
- Memoria de la transición: la vida política española y el PCE (1983)
- Problemas de la transición: las condiciones de la revolución socialista (1985)
- El año de la peluca (1987)
- Problemas del Partido: el centralismo democrático (1988)
- Memorias (1993)
- La gran transición: ¿cómo reconstruir la izquierda? (1995)
- Un joven del 36 (1996)
- Juez y parte: 15 retratos españoles (1998)
- La Segunda República: recuerdos y reflexiones (1999)
- ¿Ha muerto el comunismo?: ayer y hoy de un movimiento clave para entender la convulsa historia del siglo XX (2000)
- La memoria en retazos: recuerdos de nuestra historia más reciente (2004)
- ¿Se vive mejor en la república? (2005)
- Dolores Ibárruri: Pasionaria, una fuerza de la naturaleza (2008).
- La crispación en España. De la Guerra Civil a nuestros días (2008).
- Los viejos camaradas (2010).
- La difícil reconciliación de los españoles (2011).
- Nadando a contracorriente (2012). (E-book avec une sélection d'articles écrits depuis 35 ans pour El País).